# لیگ قهرمانان اقیانوسیه ۲۰۲۱
لیگ قهرمانان اقیانوسیه ۲۰۲۱ قرار بود بیستمین دوره مسابقات قهرمانی باشگاه‌های اقیانوسیه، مسابقات فوتبال باشگاهی برتر در اقیانوسیه باشد که توسط کنفدراسیون فوتبال اقیانوسیه (اواف‌سی) سازماندهی می‌شد و پانزدهمین فصل با نام فعلی لیگ قهرمانان اقیانوسیه بود.
این مسابقات که معمولاً در نیمه اول سال برگزار می‌شد، در ابتدا به دلیل بسته شدن مرزها در سراسر اقیانوس آرام ناشی از دنیاگیری کووید-۱۹، زودتر از اول ژوئیه به تعویق افتاد. در ۴ ژوئن ۲۰۲۱، اواف‌سی اعلام کرد که مسابقات لغو شده‌است و هیچ قهرمانی برای دومین فصل متوالی اهدا نخواهد شد. نماینده اواف‌سی در جام باشگاه‌های جهان ۲۰۲۱ در امارات متحده عربی، که در اصل برنده لیگ قهرمانان اقیانوسیه ۲۰۲۱ بود، در ۳ اوت ۲۰۲۱ پس از تصمیم کمیته اجرایی اواف‌سی بر اساس اصول شایستگی ورزشی تأیید شد که اوکلند سیتی خواهد بود. با این حال، در ۳۱ دسامبر ۲۰۲۱، فیفا اعلام کرد که اوکلند سیتی به دلیل دنیاگیری کووید-۱۹ و اقدامات قرنطینه‌ای مرتبط که توسط مقامات نیوزیلند مورد نیاز است، از مسابقات کناره‌گیری کرده‌است. در نتیجه، پیرائه به جای آنها به عنوان نماینده اواف‌سی معرفی شد.
هیانگن اسپورت، مدافع عنوان قهرمانی از سال ۲۰۱۹ بود، زیرا نسخه ۲۰۲۰ نیز به دلیل دنیاگیری کووید-۱۹ لغو شد و این عنوان اعطا نشد. با این حال آنها نتوانستند به مسابقات راه پیدا کنند.

## تیم‌ها
در مجموع ۱۸ تیم از ۱۱ انجمن اواف‌سی در مسابقات حضور یافتند.
- هفت انجمن توسعه یافته (فیجی، کالدونیای جدید، نیوزیلند، پاپوآ گینه نو، جزایر سلیمان، تاهیتی، وانواتو) هر کدام دو سهمیه در مرحله گروهی دریافت کردند.
- چهار انجمن در حال توسعه (ساموآی آمریکا، جزایر کوک، ساموآ، تونگا) هر کدام یک جایگاه در مرحله مقدماتی کسب کردند و تیم اول و دوم به مرحله گروهی صعود کردند.

| انجمن                 | تیم                 | نحوه صعود                                                       |
| شروع از مرحله گروهی   | شروع از مرحله گروهی | شروع از مرحله گروهی                                             |
| --------------------- | ------------------- | --------------------------------------------------------------- |
| فیجی                  | سووا                | قهرمان لیگ ملی فوتبال فیجی ۲۰۲۰                                 |
| فیجی                  | روا                 | نایب قهرمان لیگ ملی فوتبال فیجی ۲۰۲۰                            |
| کالدونیای جدید        | تیگا اسپورت         | قهرمان سوپر لیگ کالدونیای جدید ۲۰۲۰                             |
| کالدونیای جدید        | هورایزن پاتو        | نایب قهرمان سوپر لیگ کالدونیای جدید ۲۰۲۰                        |
| نیوزیلند              | اوکلند سیتی         | قهرمان و رتبه اول مسابقات قهرمانی فوتبال نیوزیلند ۲۰–۲۰۱۹       |
| نیوزیلند              | تیم ولینگتون        | رتبه دوم مسابقات قهرمانی فوتبال نیوزیلند ۲۰–۲۰۱۹                |
| پاپوآ گینه نو         | لائه سیتی           | قهرمان و رتبه اول فصل عادی لیگ ملی فوتبال پاپوآ گینه نو ۲۰–۲۰۱۹ |
| پاپوآ گینه نو         | هیکاری یونایتد      | رتبه دوم لیگ ملی فوتبال پاپوآ گینه نو ۲۰–۲۰۱۹                   |
| جزایر سلیمان          | هندرسون ایلز        | قهرمان اس-لیگ جزایر سلیمان ۲۱–۲۰۲۰                              |
| جزایر سلیمان          | سلیمان واریورز      | نایب قهرمان اس-لیگ جزایر سلیمان ۲۱–۲۰۲۰                         |
| تاهیتی                | پیرائه              | قهرمان لیگ ۱ تاهیتی ۲۰–۲۰۱۹                                     |
| تاهیتی                | ونوس                | نایب قهرمان لیگ ۱ تاهیتی ۲۰–۲۰۱۹                                |
| وانواتو               | گلکسی               | قهرمان سوپر لیگ ملی وانواتو ۲۰۲۰                                |
| وانواتو               | مالامپا ریوایورز    | نایب قهرمان سوپر لیگ ملی وانواتو ۲۰۲۰                           |
| شروع از مرحله مقدماتی |                     |                                                                 |
| ساموآی آمریکا         | پاگو یوث            | قهرمان لیگ بزرگسالان ساموآی آمریکا ۲۰۱۹                         |
| جزایر کوک             | توپاپا مارائرنگا    | قهرمان جام جزایر کوک ۲۰۲۰                                       |
| ساموآ                 | لوپه اوله سواگا     | قهرمان مرحله اول لیگ ملی ساموآ ۲۰۲۰                             |
| تونگا                 | ویتونگو             | قهرمان لیگ برتر تونگا ۲۰۱۹                                      |

## برنامه مسابقات
این مسابقات ابتدا قرار بود بین ژانویه تا مه ۲۰۲۱ برگزار شود، مرحله مقدماتی قرار بود در ژانویه در ساموآ برگزار شود و مرحله گروهی از فوریه آغاز شود. با این حال، اواف‌سی در ۵ نوامبر ۲۰۲۰ اعلام کرد که این مسابقات زودتر از ۱ ژوئیه به دلیل دنیاگیری کووید-۱۹ آغاز نمی‌شود. در ۴ مارس ۲۰۲۱، اواف‌سی اعلام کرد که مسابقات قبل از ۳۱ اکتبر ۲۰۲۱ برگزار می‌شود و یکی از گزینه‌ها برگزاری یک تورنمنت واحد و متمرکز در فیجی در ماه اکتبر است. با این حال، این مسابقات در نهایت پس از بررسی تعدادی از گزینه‌ها به دلیل بسته شدن مرزها در سراسر اقیانوس آرام لغو شد.
| مرحله         | تاریخ مسابقات |
| ------------- | --- |
| مرحله مقدماتی | ۱۱–۱۶ ژانویه ۲۰۲۱ (ساموآ)                                                                                               |
| مرحله گروهی   | - گروه ۱: ۱۳–۲۱ فوریه ۲۰۲۱ - گروه ۲: ۱۳–۲۱ فوریه ۲۰۲۱ - گروه ۳: ۲۷ فوریه – ۷ مارس ۲۰۲۱ - گروه ۴: ۲۷ فوریه – ۷ مارس ۲۰۲۱ |
| یک‌چهارم نهایی | ۳–۴ آوریل ۲۰۲۱ |
| نیمه نهایی    | ۲۴–۲۵ آوریل ۲۰۲۱ |
| فینال         | ۱۵ مه ۲۰۲۱ |